# 후평중학교
후평중학교(後坪中學校)는 대한민국 강원특별자치도 춘천시 후평동에 위치한 공립 중학교이다.

## 학교 연혁
- 1984년 12월 31일 : 학년당 8학급, 24학급 설립인가
- 1985년 3월 1일 : 제1대 윤영선 교장 부임
- 1985년 3월 5일 : 개교
- 1988년 2월 12일 : 제1회 졸업식(502명)
- 2019년 3월 1일 : 남여공학으로 전환
- 2025년 1월 8일 : 제38회 졸업식(227명, 졸업생 총 인원 13,148명)
- 2025년 3월 1일 : 제16대 김창호 교장 부임
- 2025년 3월 4일 : 신입생 231명 입학

## 참고 자료
- 후평중학교 - 한국교육학술정보원 학교알리미